# Jasień (Masyw Śnieżnika)
Jasień czes. nazwa Jelení vrch - wzniesienie (936 m n.p.m.) w południowo-zachodniej Polsce, w Sudetach Wschodnich, w Masywie Śnieżnika.

## Położenie i opis
Wzniesienie graniczne, położone w Sudetach Wschodnich, w południowo-zachodniej części Masywu Śnieżnika, na terenie Śnieżnickiego Parku Krajobrazowego, na południowo-zachodnim rozrogu Śnieżnika, między wzniesieniem Trójmorski Wierch, a Opaczem, około 3,5 km na południowy wschód od centrum miejscowości Jodłów.
Wzniesienie o słabo zaznaczonym szczycie, gubiące się w dominującym nad nim masywie Trójmorskiego Wierchu. Góra o spłaszczonej części wierzchołkowej i zboczach stromo opadających na południe, zachód i wschód. Wyrasta z południowo-zachodniego zbocza Trójmorskiego Wierchu, w południowo-zachodnim, granicznym grzbiecie odchodzącym od Śnieżnika. Zbudowane jest z gnejsów śnieżnickich, należących do metamorfiku Lądka i Śnieżnika, w całości porośnięte jest lasem świerkowym regla dolnego z domieszką drzew liściastych. Przez wierzchołek przechodzi granica państwowa między Polską a Czechami oraz dział wodny oddzielający zlewisko morza Bałtyckiego, od Morza Północnego.
Na zboczu w kierunku północno-zachodnim około 0,6 km poniżej szczytu, po południowej stronie drogi leśnej prowadzącej do byłego przejścia granicznego na szlaku turystycznym Jodłów-Horní Morava, położone jest źródło Nysy Kłodzkiej.
Na zachodnim zboczu Jasienia, na wysokości około 920 m n.p.m. znajduje się źródło Nysy Kłodzkiej.

## Turystyka
Przez szczyt przechodzi pieszy szlak turystyczny: 
- zielony - fragment szlaku prowadzący południowo-zachodnim grzbietem odchodzącym od Śnieżnika z Przełęczy Międzyleskiej na Hala pod Śnieżnikiem[1].

Na północnym zboczu, poniżej szczytu, znajdowało się przejście graniczne na szlaku turystycznym Jodłów - Horní Morava.